# Анучинський район
Анучинський район (рос. Анучинский район) — район Приморського краю.
Адміністративний центр — село Анучино.

## Географія
Площа району — 3 840 км², з них 331 100 га покрито лісом. Найвища точка — гора Лиса (1241,8 м).

### Природа
Флора району представлена кедром корейським, єлью алтайською, горіхом манчьжурським, кленом, дубом, а також елеутерококом, аралією, жимолостю, смородиною і т. д. На території району збереглися унікальні лотосові озера і тисові рощи.
Фауна представлена: ведмедями, свинями, ізюбрями, вивірками, соболями, зайцями, лисами, тиграми, борсуками та іншими тваринами.

## Історія
Район був утворений 23 березня 1935 року.

## Населення
Населення району становить близько 16 026 жителів (за даними перепису 2009 року).

## Адміністративний поділ
Адміністративно Анучинський район ділиться на 4 сільських поселення:
- Анучинське: села: Анучино, Аурівка, Гродеково, Єлівка, Муравєйка, Нововарварівка, Новогордєєвка, Старогордєєвка, Тайожка, Шекляєво, Ясна Поляна, селища: Орловка, Тигровий
- Виноградівське: села: Виноградівка, Ільмаковка, Смольне, Староварварівка, селища Веселий, Скворцово
- Гражданське: села: Гражданка, Лугохутор, Пухово, Рисове селища: ЛЗП-3, Новопокровка
- Чернишовське: села: Корнилівка, Новотроїцьке, Тихорічне, Чернишовка